# 天主教豐蒂翁教區
天主教豐蒂翁教區（拉丁語：Dioecesis Fontibonensis）是哥倫比亞一個羅馬天主教教區，屬波哥大總教區。
教區成立於2003年8月6日，包括首都波哥大的豐蒂翁和肯尼迪。2006年有教友1,434,511人（佔轄區總人口80.4%）、五十個堂區、七十五名司鐸。現任教區主教為若望·味噌爵·科爾多瓦·比略塔。